# Ivana Jakubcová
Ivana Jakubcová (ur. 20 sierpnia 1994 w Bratysławie) – słowacka koszykarka,  występująca na pozycji środkowej, reprezentantka kraju, od 2025 zawodniczka Allianz Geas Sesto San Giovanni. 

## Osiągnięcia
Stan na 19 kwietnia 2025, na podstawie, o ile nie zaznaczono inaczej.

### College
- Uczestniczka rozgrywek Sweet 16 turnieju NCAA (2016)
- MVP turnieju konferencji (2013, 2014)
- Zaliczona do składu All-Conference (2013, 2014)

### Drużynowe
- Wicemistrzyni:
  - Polski (2022)[3]
  - Słowacji (2019)[4]
- Brązowa medalistka mistrzostw Słowacji (2018)[5]
- Finalistka Pucharu Słowacji (2018, 2019)[5][4]
- Uczestniczka rozgrywek:
  - Euroligi (2017/2018)
  - Eurocup (2017/2018, od 2021)

### Indywidualne
(* – nagrody przyznane przez portal eurobasket.com)
- Zaliczona do*:
  - I składu zawodniczek krajowych ligi słowackiej (2019)[4]
  - II składu ligi słowackiej (2019)[4]
  - składu honorable mention ligi słowackiej (2018)[5]

### Reprezentacja
- Uczestniczka:
  - mistrzostw Europy (2021 – 13. miejsce, 2023 – 12. miejsce)
  - kwalifikacji do mistrzostw Europy (2019, 2021, 2023, 2025)